# أحمد خليل (لاعب كرة قدم سعودي)
أحمد خليل مواليد 10 أبريل 1968 في الدمام، السعودية، هو لاعب كرة قدم سعودي لعب سابقاً مع أندية الاتفاق و الهلال و الطائي و الخليج ومنتخب السعودية لكرة القدم كمدافع. سبق له تمثيل المنتخب في كأس آسيا عام 2000 في لبنان .